# Liesen
Liesen is een deel van de Duitse gemeente Hallenberg. Liesen hoort bij de Hochsauerlandkreis. Liesen ligt aan de Uerdinger Linie, in het gebied waar Hoogduits gesproken wordt. Liesen ligt in Westfalen.